# Gneo Calpurnio Pisone (console 23 a.C.)
Gneo Calpurnio Pisone (latino: Cnaeus Calpurnius Piso; fl. I secolo a.C.) è stato un politico e generale romano.

## Biografia
Appartenente ad una delle più nobili famiglie romane, era di carattere orgoglioso e di temperamento impulsivo. Membro del partito aristocratico durante la guerra civile, nel 46 a.C. combatté contro Cesare in Africa e, dopo la morte del dittatore, si unì con Bruto e Cassio. Al termine della guerra civile fu perdonato e poté rientrare a Roma, ma non chiese mai ad Augusto, ormai saldamente padrone di Roma, di poter ricoprire una carica pubblica. Nel 23 a.C., senza appoggi da parte dell'imperatore, divenne console.
Molto probabilmente si tratta della persona citata da Valerio Massimo nel suo Factorum et dictorum memorabilium libri IX.